# NGC 3136
NGC 3136 је елиптична галаксија у сазвежђу Прамац која се налази на NGC листи објеката дубоког неба.
Деклинација објекта је - 67° 22' 39" а ректасцензија 10h 5m 48,2s. Привидна величина (магнитуда) објекта NGC 3136 износи 10,7 а фотографска магнитуда 11,7. Налази се на удаљености од 24,280 милиона парсека од Сунца. NGC 3136 је још познат и под ознакама ESO 92-8, PGC 29311.